# Frederik Wilhelm Treschow
 Der er flere personer med dette navn, se Fritz Treschow.
Frederik Wilhelm Treschow (født 22. januar 1871 på Brahesborg, død 3. oktober 1951 sammesteds) var en dansk godsejer og kammerherre.
Han var søn af Carl Treschow og hustru født Rantzau, købte Falkensteen i 1897 og overtog Brahesborg i 1911. Han var også løjtnant i Hæren og Ridder af Dannebrog.
Han blev gift 18. september 1910 i Fodby Kirke med Louise "Lissie" Thora Bencard (29. december 1887 på Fodbygård - 14. december 1945 på Brahesborg), datter af godsejer Heinrich Ludvig Theodor Bencard og Thora Valgerda født Rosenstand.